# Bandai Channel
Pour les articles homonymes, voir Bandai.
 (juin 2019).
Bandai Channel Co., Ltd. est une entreprise qui exerce son activité dans la distribution et la diffusion de séries animées japonaises via la télédiffusion. Elle est créée le 1er mars 2002 par Bandai en coordination avec 
Sunrise Inc., Bandai Visual Co., Ltd. and Bandai Networks Co., Ltd.
Le siège est à Tokyo.

## Liste d'anime
- Akira
- Aoki Ryusei SPT Layzner
- Argento Soma
- Armored Trooper Votoms
- Aura Battler Dunbine
- Avenger
- Betterman
- The Big O
- Blue Submarine No.6
- Brain Powered
- Brave Exkaiser
- Burst Angel
- Choriki Robo Galatt
- Cowboy Bebop
- Cowboy Bebop, le film
- Crusher Joe: The Movie
- Crusher Joe: The OVA's
- Dallos
- Dirty Pair
- Dirty Pair Flash
- Dirty Pair Flash 1
- Dirty Pair Flash 2
- Dirty Pair Flash 3
- Flag
- Fullmetal Alchemist
- Galaxy Angel
- Ghost in the Shell
- Ginga Hyouryuu Vifam
- Godannar
- Gundam Evolve
- Gunslinger Girl
- .hack//Legend of the Twilight
- .Hack//SIGN
- Heavy Metal L-Gaim
- Infinite Ryvius
- Kanokon
- Keroro Gunso
- Kiddy Grade
- Kiko Senki Dragonar
- Labyrinth
- Madō King Granzort
- Magic User's Club
- Magic User's Club
- Magical Meow Meow Taruto
- Martian Successor Nadesico
- Mashin Eiyuuden Wataru
- MazinKaiser
- Mazinkaiser: Shitou! Ankoku Daishogun
- Memories
- Mini Pato
- Mission-E
- Mobile Fighter G Gundam
- Mobile Suit Gundam: The Movie Trilogy
- Mobile Suit Gundam 0080 : War in the Pocket
- Mobile Suit Gundam 0083 : Stardust Memory
- Mobile Suit Gundam 0083 : Le crépuscule de Zeon
- Mobile Suit Gundam F91
- Mobile Suit Gundam Seed
- Mobile Suit Gundam Seed C.E.73: Stargazer
- Mobile Suit Gundam Seed Destiny
- Mobile Suit Gundam Wing
- Gundam Wing: Endless Waltz
- Gundam Wing: Operation Meteor
- Mobile Suit Gundam ZZ
- Mobile Suit Gundam: Char's Counterattack
- Mobile Suit Gundam : The 08th MS Team
- Mobile Suit Gundam : The 08th MS Team, Miller's Report
- Mobile Suit Victory Gundam
- Mobile Suit Zeta Gundam
- Muteki Choujin Zanbot 3
- Muteki Kojin Daitarn 3
- Muteki robo trider g7
- Neo Tokyo
- Noein - to your other self
- Noir
- The Order to Stop Construction
- Panzer World Galient
- Patlabor 2: The Movie
- Patlabor: The Movie
- Petit Eva: Evangelion@School
- Please Teacher!
- Please Twins!
- Popotan
- RahXephon
- RahXephon: Pluralitas Concentio
- Robot Carnival
- Running Man
- S-CRY-ed
- Saikyo Robo Daiohja
- Serial Experiments Lain
- Shin Mazinger Shougeki! Z Hen
- Stratos 4
- Sun Brave Fyvard
- Taiyou no Kiba Dougram
- Turn A Gundam
- Vandread
- Vandread: The Second Stage
- Vision d'Escaflowne
- Wings of Rean
- Witch Hunter Robin
- Wolf's Rain